# 228633 Stevegribbin
228633 Stevegribbin è un asteroide della fascia principale. Scoperto nel 2002, presenta un'orbita caratterizzata da un semiasse maggiore pari a 2,691054 UA e da un'eccentricità di 0,084742, inclinata di 9,038816° rispetto all'eclittica.
È dedicato a Steven B. Gribbin, che ha prodotto numerose animazioni per la missione New Horizons e per altre missioni della Nasa.